# Villaquejida
Villaquejida település Spanyolországban, León tartományban. Lakosainak száma 803 fő (2024).

## Földrajza
Villaquejida La Antigua, Villamandos, Villaornate y Castro, Campazas, Valderas, Matilla de Arzón, Valdescorriel, Fuentes de Ropel, San Cristóbal de Entreviñas és Cimanes de la Vega községekkel határos.

## Népesség
A település lakosságának változását az alábbi diagram mutatja:
| Lakosok száma | 1072 | 1040 | 1011 | 992  | 979  | 932  | 904  | 870  | 808  | 803  |
|               | 2001 | 2004 | 2007 | 2009 | 2012 | 2014 | 2017 | 2019 | 2022 | 2024 |